# Cophura ameles
Cophura ameles är en tvåvingeart som beskrevs av Pritchard 1943. Cophura ameles ingår i släktet Cophura och familjen rovflugor.
Artens utbredningsområde är New Mexico. Inga underarter finns listade i Catalogue of Life.